# Éric Civanyan
Éric Civanyan est un acteur et réalisateur de cinéma et de télévision français.

## Biographie
Éric Civanyan, d'origine arménienne, crée, à la fin de 1970, le premier café-théâtre du lycée Claude-Bernard en collaboration avec son ami d'enfance Pascal Légitimus. Ils y mettent en scène leurs premiers spectacles, notamment Le Tourniquet de Victor Lanoux.
Après avoir suivi les cours du Conservatoire national d'art dramatique de Paris, Éric Civanyan commence sa carrière en qualité d’acteur. Pourtant, fort de son expérience scolaire et du succès qui fut le sien auprès de plusieurs lycéens du 16e arrondissement de Paris, il préfère la direction et la mise en scène de pièces de théâtre. Il met donc en scène « les filles » du théâtre de Bouvard, dont Michèle Bernier et Mimie Mathy.
Il signe son premier film télévisé Une nounou pas comme les autres suivi d'Une nana pas comme les autres, d’après une idée originale de Mimie Mathy, qui rencontrent un grand succès public. 
En 1982 il interprète le rôle d'Honoré Bingeard dans Le Village dans les nuages auprès de Smaïn et de Jean-Paul Farré.
Il met en scène la pièce Espèces menacées, interprétée par Gérard Jugnot et Martin Lamotte au théâtre de la Michodière, puis réalise à partir de 1999 trois longs-métrages pour le cinéma.

## Filmographie sélective

### Réalisateur

#### Cinéma
- 1999 : Tout baigne ! avec Francois Morel, Isabelle Gelinas, Bob Martet, Pascal Elbe
- 2005 : Il ne faut jurer de rien ! avec Jean Dujardin, Gérard Jugnot et Mélanie Doutey
- 2007 : Demandez la permission aux enfants ! avec Pascal Légitimus, Anne Parillaud, Michèle Garcia

#### Télévision
- 1982 : Au théâtre ce soir : Le Caveau de famille de Pierre Chesnot, mise en scène Francis Joffo, réalisation Pierre Sabbagh, Théâtre Marigny
- 1995 : Prise de têtes avec Valentine Varela, Max Tidof, Santha Leng.
- 1994 : Une nounou pas comme les autres avec Mimie Mathy, Thierry Heckendorn, Micheline Dax
- 1995 : Une nana pas comme les autres avec Mimie Mathy, Thierry Heckendorn, Micheline Dax
- 1996 : Hold-up en l'air avec  Philippe Caroit, Patachou, Jacques Perrin
- 2005 : Un beau salaud avec  Bernard Tapie, Natacha Amal, Bunny Godillot
- 2008 : L'Amour aller-retour avec Garou, Audrey Fleurot, Ingrid Mareski

##### Série télévisée
- 1997 : Joséphine, ange gardien

### Acteur

#### Cinéma
- 2020 : Aline de Valérie Lemercier
- 2002 : Monsieur Batignole de Gérard Jugnot : le galériste
- 2000 : Stardom de  J. Jacob Potashnik et Denys Arcand : l'intellectuel français
- 1998 : Lautrec de Roger Planchon : l'évêque
- 1995 : Le Gaffeur de Serge Pénard : Antoine
- 1985 : Le téléphone sonne toujours deux fois de Jean-Pierre Vergne
- 1983 : Circulez y'a rien à voir de Patrice Leconte : le réceptionniste à Genève
- 1982 : Les Chômeurs en folie de Georges Cachoux : André
- 1981 : Le bahut va craquer de Michel Nerval : Francis

#### Télévision
- 2004 : B.R.I.G.A.D.  - épisode « Dialogue de sourds » (série télévisée) : Le Préfet
- 1999 : Avocats et Associés  - épisode « Duel au palais » (série télévisée) : Juge Martin
- 1993 : Colis d'oseille, téléfilm  de Yves Lafaye : Lagache
- 1993 : Les Grandes Marées  - épisode #1.2 (série télévisée) : Lombardo
- 1991 : C'est quoi ce petit boulot ? (mini-séries TV) : Le directeur des programmes
- 1982 : Le Village dans les nuages mini-séries TV pour les enfants : Honoré Bingeard
- 1982 : Au théâtre ce soir  - pièce « Le caveau de famille » (série télévisée) : Gilles

## Théâtre

### Comédien
- 1981 : Amusez-vous... Ah ces années 1930 de et mise en scène Jacques Décombe, Théâtre de la Michodière
- 1990 : Popkins de Murray Schisgal, mise en scène Danièle Chutaux, Théâtre des Célestins

### Metteur en scène
- 1987 : Antigone de Jean Anouilh, Théâtre de la Madeleine
- 1987 : Les Pieds dans l'eau de Michel Lengliney, Théâtre de la Madeleine
- 1991 : Le Gros n'avion de Michèle Bernier, Isabelle de Botton, Mimie Mathy (les filles), Théâtre de la Michodière
- 1991 : Pleins Feux de Mary Orr, mise en scène Éric Civanyan, adaptation Didier Kaminka, Théâtre de la Michodière, puis Théâtre Antoine (1992)
- 1997 : Espèces menacées de Ray Cooney, avec Gérard Jugnot et Martin Lamotte, Théâtre de la Michodière
- 2002 : État critique de Michel Lengliney, Théâtre Fontaine
- 2003 : Daddy Blues de Bruno Chapelle et Martyne Visciano, Théâtre de la Michodière
- 2008 : Belle(s) Famille(s) d'Alain Cauchi, Comédie Bastille
- 2011 : j'ai failli attendre avec Michèle Garcia, Comédie Bastille
- 2011 : Lady Oscar de Guillaume Mélanie, adaptation d'après Oscar de Claude Magnier, Théâtre de la Renaissance
- 2012 : Piège à Matignon, Théâtre du Gymnase Marie Bell
- 2013 : Hier est un autre jour !,  Théâtre des Bouffes Parisiens